# Vernor Muñoz
Vernor Muñoz Villalobos (* 21. Dezember 1961 in San José, Costa Rica) ist ein Rechtsanwalt, Pädagoge und Philosoph. Er war von August 2004 bis Juli 2010 UN-Sonderberichterstatter für das Recht auf Bildung und berichtet dem UN-Menschenrechtsrat in Genf.

## Aktivitäten
Die Vorgängerin und erste UN-Sonderberichterstatterin für das Recht auf Bildung war von 1998 bis 2004 Katarina Tomasevski, sein Nachfolger ist Kishore Singh. Das maximal sechsjährige Mandat von Muñoz als UN-Sonderberichterstatter für das Recht auf Bildung endete 2010. Da die Tätigkeit als UN-Sonderberichterstatter ehrenamtlich erfolgt, arbeitet Muñoz weiterhin als Professor für Rechtswissenschaft an der Universität von Costa Rica in San José. Er arbeitet außerdem als Ombudsmann für die Rechte der Einwohner von San José. Muñoz ist verheiratet und hat drei Kinder.
Im Februar 2006 inspizierte er während einer zehntägigen Reise das deutsche Bildungssystem und legte am 21. März 2007 seinen Bericht vor, der verschiedene Formen der Diskriminierung im deutschen Bildungssystem benennt. Kritisiert wurde die frühe Trennung der Schüler im deutschen dreigliedrigen Schulsystem sowie die Diskriminierung von Schülern mit Behinderungen und mit Migrationshintergrund. Muñoz hatte sich in seinem in Berlin veröffentlichten vorläufigen Bericht vom 21. Februar 2006 besorgt darüber geäußert, dass die restriktive deutsche Schulpflicht die Inanspruchnahme des Rechtes auf Bildung mittels alternativer Lernformen wie Hausunterricht kriminalisiert. Er kritisierte auch die starken Unterschiede in den Bildungssystemen zwischen den Bundesländern. Der Bericht wurde nach Vorankündigungen 2006, aber vor allem nach dem Erscheinen am 21. März 2007 von Bildungspolitikern kontrovers diskutiert. Deutsche Bildungspolitiker wie Jürgen Zöllner und Siegfried Schneider kritisierten u. a., während eines zehntägigen Besuchs könne man nicht in dieser Absolutheit das föderale Bildungssystem eines Landes bewerten und zudem sei die Leistung der beruflichen Bildung außer Acht gelassen worden. Der Bericht wurde vom deutschen UN-Botschafter zur Kenntnis genommen und unterschrieben.

## Schriften
- Meer im Nebel. Bildung auf dem Weg zu den Menschenrechten. Verlag Barbara Budrich, Opladen 2012, ISBN 978-3-86649-374-2